# Desa Ngargotirto
Desa Ngargotirto är en administrativ by i Indonesien.   Den ligger i provinsen Jawa Tengah, i den västra delen av landet, 500 km öster om huvudstaden Jakarta. Desa Ngargotirto ligger vid sjön Waduk Kedungombo.